# Distoleon helene
Distoleon helene är en insektsart som först beskrevs av Banks 1939.  Distoleon helene ingår i släktet Distoleon och familjen myrlejonsländor. Inga underarter finns listade i Catalogue of Life.